# Gestión deportiva
La gestión deportiva o administración del deporte es un campo laboral respecto de los aspectos empresariales de deportes y recreación. Algunos ejemplos de gestión deportiva incluyen el sistema de oficina en deportes profesionales, directores de deportes universitarios, directores de deporte recreativo, marketing de deportes, administración de eventos, administración de instalaciones, economía de deportes, finanzas del deporte, e información de deportes. 
Grados, maestrías y doctorados en administración de deporte se imparten en muchas universidades.
En EE. UU. los trabajos en administración de deporte incluyen trabajar para programas profesionales como el NFL, MLS, NBA, MLB, NHL, y otras ligas profesionales o no profesionales en términos de marketing, salud, y promociones.